# صنع في الصباح (ألبوم)
صنع في الصباح (بالإنجليزية: Made in the A.M)‏ هو خامس ألبوم لفريق ون دايركشن وأول ألبوم لهم بعد إنفصال زين مالك عن الفرقة وتم إصداره في 13 نوفمبر 2015، حصل هذا الألبوم على رقم (1) في اللائحة الأسبوعية للألبومات الأعلى مبيعا في المملكة المتحدة بـ 93،189 نسخة، ورقم (2) في بيلبورد 200 مع مبيعات بلغت 402،000 في الأسبوع الأول، كانت مبيعات الألبوم في الأسبوع الأول أعلى من الألبوم السابق للفرقة أربعة الذي جمع مبيعات افتتاحية بلغت 387،000 في عام 2014 محطما عادة متوقعة بتراجع مبيعات ألبومات فرق الفتيان  ، بالإضافة إلى ذلك كان الألبوم ثاني أسرع ألبوم مبيعا لعام 2015 في المملكة المتحدة وتجاوزه فقط ألبوم أديل 25 بعد أسبوع من إصدار الألبوم. وفقا للاتحاد الدولي لصناعة التسجيلات الصوتية كان الألبوم السادس الأكثر مبيعاً في عام 2015 حيث تم بيع 2.4 مليون نسخة حول العالم.

## قائمة أغاني الألبوم
| #   | عنوان                                                | المدة |
| --- | ---------------------------------------------------- | ----- |
| 1.  | "أيها الملاك (Hey Angel)"                            | 4:00  |
| 2.  | "يحبطني (Drag Me Down)"                              | 3:12  |
| 3.  | "مثالي (Perfect)"                                    | 3:50  |
| 4.  | "ما لا نهاية (Infinity)"                             | 4:09  |
| 5.  | "نهاية اليوم (End of the Day)"                       | 3:14  |
| 6.  | "لو استطيع الطيران (If I Could Fly)"                 | 3:50  |
| 7.  | "طريق طويل للاسفل (Long Way Down)"                   | 3:12  |
| 8.  | "لا يكفي (Never Enough)"                             | 3:33  |
| 9.  | "أوليفيا (Olivia)"                                   | 2:57  |
| 10. | "ياله من شعور (What a Feeling)"                      | 3:20  |
| 11. | "أحبك وداعا (Love You Goodbye)"                      | 3:16  |
| 12. | "أريد أن أكتب لك أغنية (I Want to Write You a Song)" | 2:59  |
| 13. | "تاريخ (History)"                                    | 3:07  |

- أغانى إضافية

| #   | عنوان                               | المدة |
| --- | ----------------------------------- | ----- |
| 14. | "إصلاح مؤقت (Temporary Fix)"        | 2:55  |
| 15. | "المشي في الريح (Walk in the Wind)" | 3:22  |
| 16. | "الذئاب (Wolves)"                   | 4:01  |
| 17. | "صباحا (A.M)"                       | 3:29  |
| 18. | "المنزل (Home)"                     | 3:14  |

## روابط خارجية
- صنع في الصباح على موقع ميتاكريتيك (الإنجليزية)
- صنع في الصباح على موقع أول موفي (الإنجليزية)